# Brachyotum
Brachyotum är ett släkte av tvåhjärtbladiga växter. Brachyotum ingår i familjen Melastomataceae.

## Bildgalleri

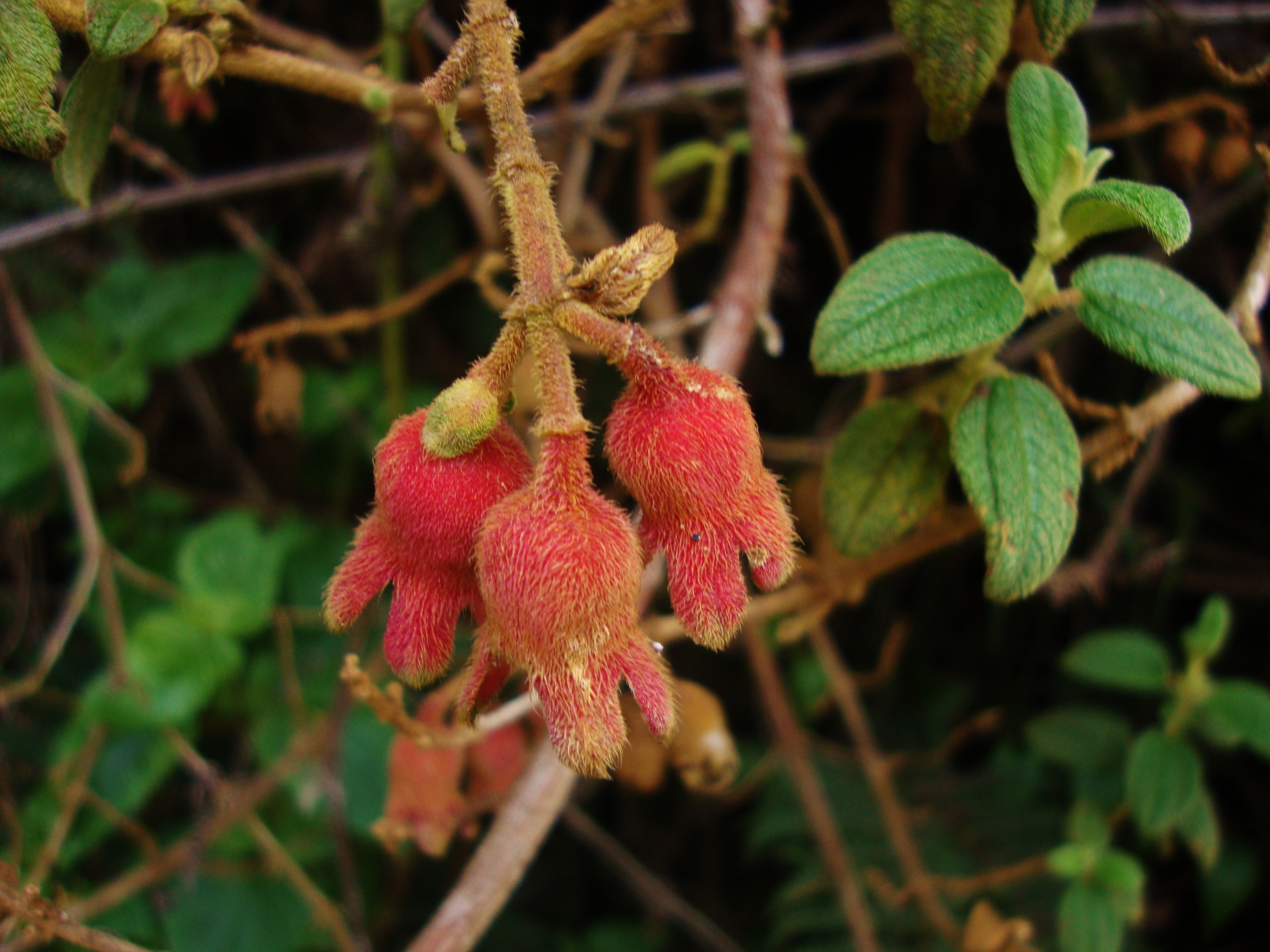
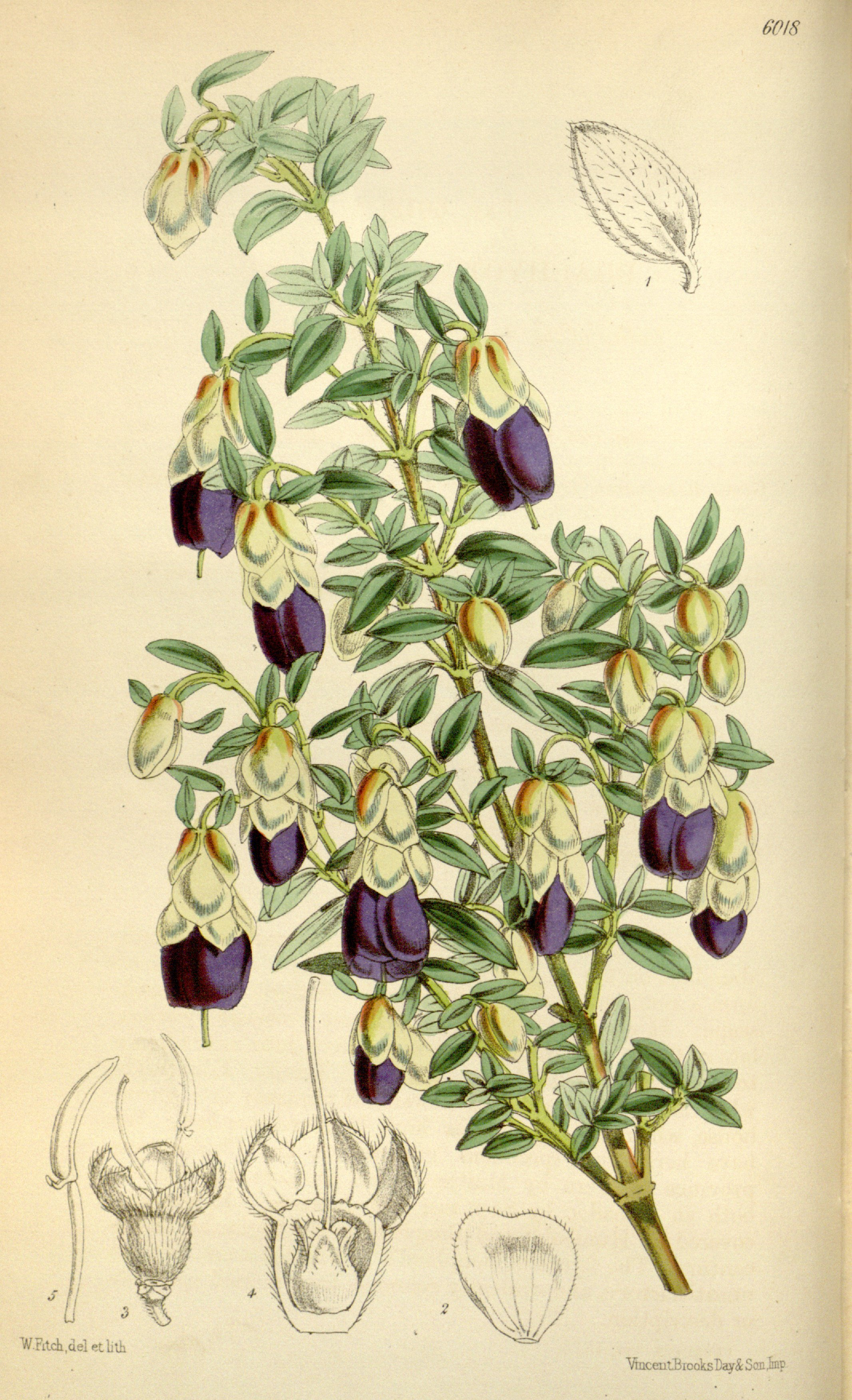
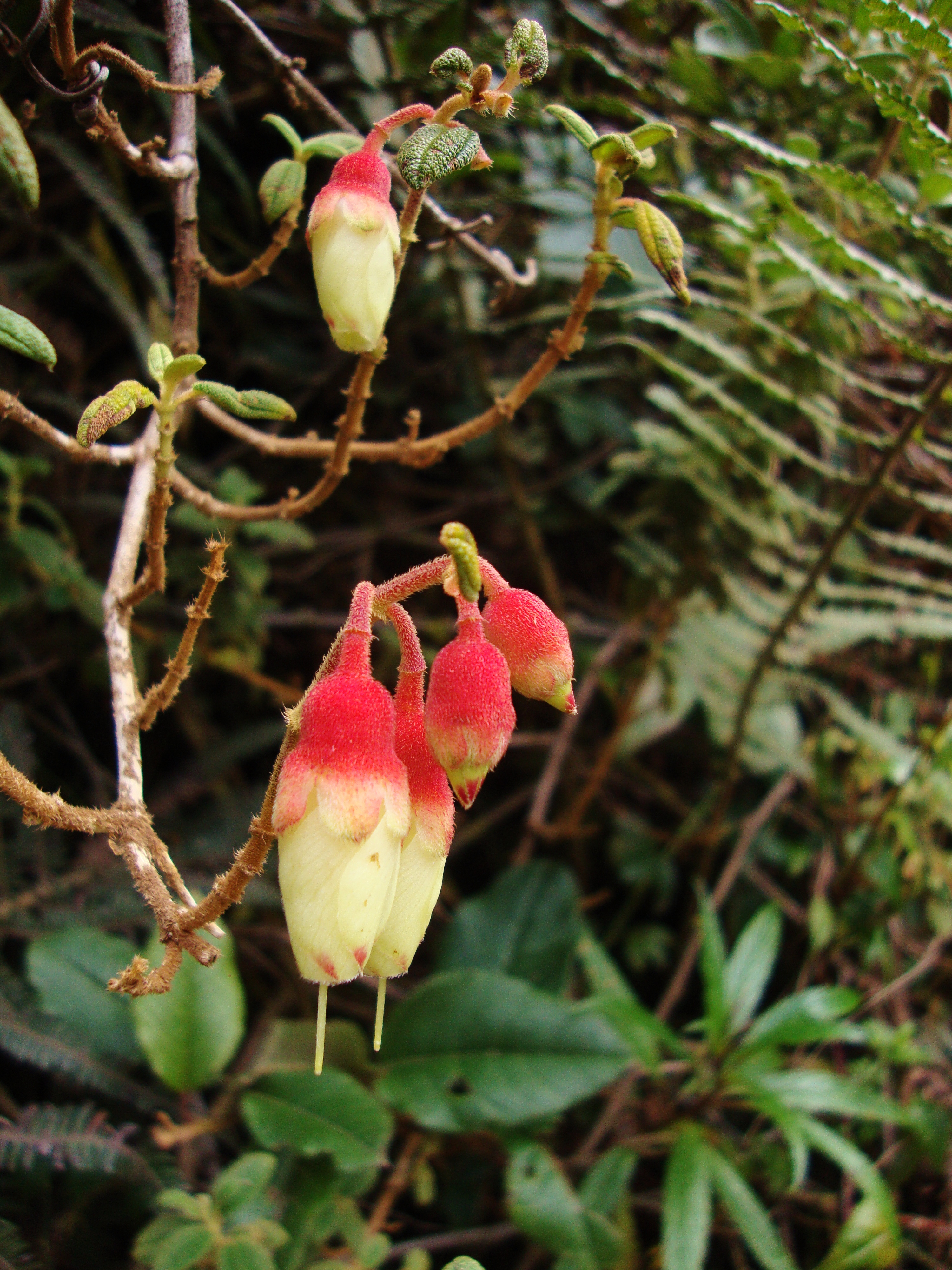

## Dottertaxa tillBrachyotum, i alfabetisk ordning[1]
- Brachyotum alpinum
- Brachyotum andreanum
- Brachyotum angustifolium
- Brachyotum azuayense
- Brachyotum benthamianum
- Brachyotum campanulare
- Brachyotum campii
- Brachyotum cernuum
- Brachyotum cogniauxii
- Brachyotum confertum
- Brachyotum coronatum
- Brachyotum cutervoanum
- Brachyotum ecuadorense
- Brachyotum fictum
- Brachyotum figueroae
- Brachyotum fratemum
- Brachyotum gleasonii
- Brachyotum gracilescens
- Brachyotum grisebachii
- Brachyotum harlingii
- Brachyotum huancavelicae
- Brachyotum incrassatum
- Brachyotum intermedium
- Brachyotum jamesonii
- Brachyotum johannes-julii
- Brachyotum ledifolium
- Brachyotum lindenii
- Brachyotum longisepalum
- Brachyotum lutescens
- Brachyotum lycopodioides
- Brachyotum lymphatum
- Brachyotum markgrafii
- Brachyotum maximowiczii
- Brachyotum microdon
- Brachyotum multinervium
- Brachyotum multituberculatum
- Brachyotum naudinii
- Brachyotum nutans
- Brachyotum parvifolium
- Brachyotum quinquenerve
- Brachyotum radula
- Brachyotum rosmarinifolium
- Brachyotum rostratum
- Brachyotum rotundifolium
- Brachyotum rugosum
- Brachyotum russatum
- Brachyotum sanguinolentum
- Brachyotum sertulatum
- Brachyotum strigosum
- Brachyotum trichocalyx
- Brachyotum tyrianthinum
- Brachyotum uribei
- Brachyotum weberbaueri
- Brachyotum virescens